# Новоприрічне
Новоприрі́чне (каз. Новоприречное) — село у складі Тайиншинського району Північноказахстанської області Казахстану. Входить до складу Великоізюмівського сільського округу.
Населення — 311 осіб (2021; 393 у 2009, 447 у 1999, 496 у 1989).
Національний склад станом на 1989 рік:
- українці — 64 %
- росіяни — 21 %.